# Canon EOS flash system

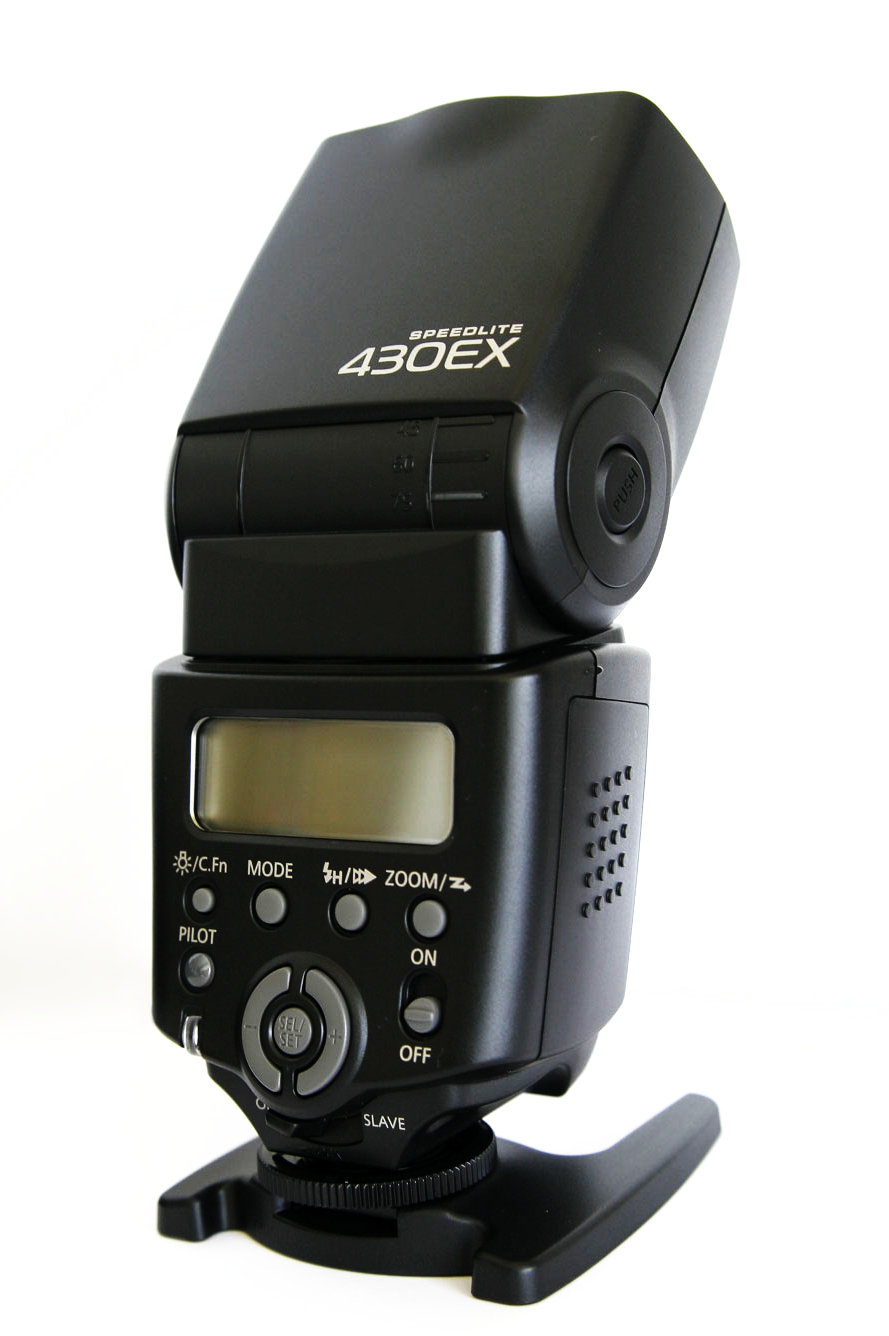
Flash Canon Speedlite 430EX.

El Sistema de Flash EOS —de Canon Inc.— es el mecanismo fotográfico de flash utilizado en las cámaras réflex Canon EOS, sea de película 135 o digital, desde su introducción en 1987 hasta el día de hoy. Pasó por varias revisiones a través de los años, a medida que se introdujeron nuevos sistemas de medición de flash. Las principales tecnologías son conocidas por los nombres "A-TTL", "E-TTL" y "E-TTL II". Esas tecnologías evolucionaron tanto en los cuerpos de las cámaras EOS como en las unidades de flash, las que se venden bajo la marca Speedlite (parecida pero no confundir con la marca "Speedlight" usada por Nikon Corporation en sus flashes).
El sistema de flash EOS es capaz de controlar de forma inalámbrica varios flashes, ya sea por una unidad principal de flash o un transmisor infrarrojo (IR) montado en el cuerpo de la cámara puede controlar hasta 3 grupos de unidades de flash mediante señales infrarrojas.

## A-TTL
A-TTL es la sigla en inglés de Advanced-Through The Lens (traducida como medición de flash Avanzada a Través de la Lente). Tal como la tecnología TTL, un sensor dentro de la cámara lee la cantidad de luz que es reflejada de la película durante la exposición. Cuando el sensor determina que la exposición es suficiente, detiene la emisión del flash. El sistema A-TTL, que se introdujo por primera vez en el modelo T90 (antecesor de la familia EOS), es un sistema de exposición de flash que agrega un corto pre-flash durante la medición de la exposición cuando la cámara está en el modo (P). La cantidad de luz que regresa de este pre-flash se usa para determinar un nivel justo entre la apertura y la velocidad de obturación en el modo P. Dependiendo de la unidad de flash, el pre-flash puede ser infrarrojo o puede ser la luz blanca de flash normal. En un sistema A-TTL el sensor que lee la luz del pre-flash está ubicado en la unidad de flash; esto provoca algunos problemas especialmente cuando se usan filtros ya que el filtro cubre le lente de la cámara (pero no el sensor externo) causando una configuración inexacta. En algunas viejas cámaras EOS también se usaba el modo A-TTL en modos que no eran (P) para detectar condiciones de "fuera de rango", pero esta función de advertencia se quitó en los siguientes modelos debido a un problema de patentes.

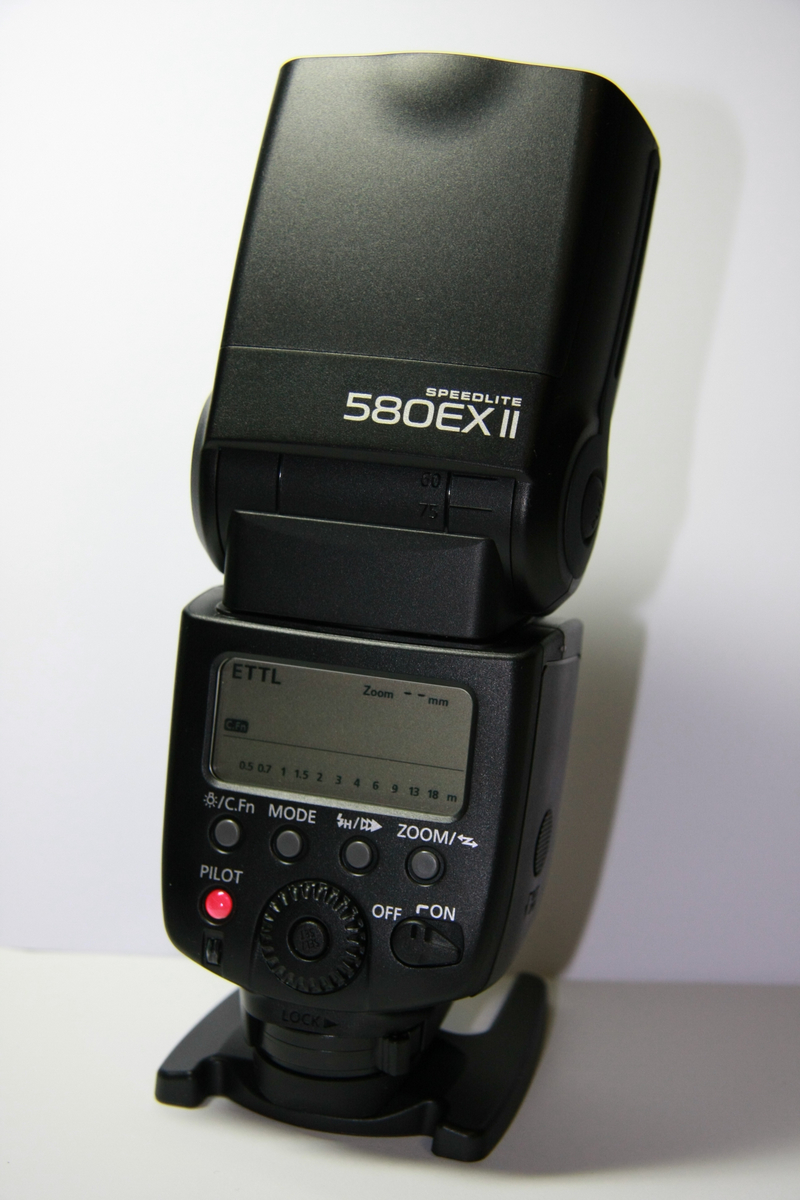
Canon Speedlite 580EX II.

## E-TTL
E-TTL (en español, medición Evaluativa a Través de la Lente) es un sistema de exposición de flash de los modelos Canon EOS que usa un corto pre-flash antes del flash principal para obtener una correcta exposición. A diferencia de la medición TTL y A-TTL, que usan un sensor dedicado montado en la base del compartimiento del espejo, el E-TTL usa el mismo sensor de medición evaluativa que se usa para medir la luz del ambiente. Tal como TTL (y como el sistema de medición actual, pero no del pre-flash del A-TTL), el sensor es interno a la cámara y mide la exposición a través del lente así que cualquier filtro que se le agregue a la lente afectará la lectura del E-TTL dándole a la cámara información de exposición más precisa. El pre-flash ocurre inmediatamente antes del flash principal (excepto cuando se usa la cámara en el modo de sincronización con la segunda cortina) y apenas es apreciable, aunque se puede ver si se observa con bastante atención. Cuando se usa el bloqueo de exposición de flash (FEL), el pre-flash se dispara cuando se activa el FEL.

## E-TTL II
Desde la introducción de la cámara réflex digital EOS 1D Mark II, Canon introdujo un algoritmo de flash TTL mejorado, conocido como E-TTL II. Básicamente es una mejora de software sobre E-TTL, el E-TTL II depende del cuerpo de la cámara y además puede usar las existentes unidades de flash E-TTL y los lentes EF. La principal mejora del E-TTL II es que da una exposición más natural, siendo capaz de manejar escenas complicadas donde normalmente los viejos sistemas E-TTL fallan. Tales mejoras son posibles porque E-TTL II incorpora la información de la distancia lente-sujeto en su cálculo (cuando es posible) para ayudar a determinar el número guía (NG) aproximado para el destello del flash. El sistema de medición del flash ya no está ligado al sistema de AF, en donde el viejo sistema E-TTL actuaba sobre los puntos de AF. Además, E-TTL II compara los niveles de luz del ambiente y del pre-flash para determinar donde está el sujeto. Esto le da al fotógrafo la flexibilidad de bloquear el enfoque y recomponer la escena sin afectar al sistema de medición. Las áreas de alta reflectividad que normalmente afectarían al sistema de medición del flash también son ignoradas en el cálculo.
E-TTL II es actualmente un estándar en todas las cámaras EOS después del modelo Canon EOS-1D Mark II (2004).